# Gerd Uecker
Gerd Uecker (* 15. September 1946 in München; † 17. Januar 2024) war ein deutscher Musikpädagoge, Musik- und Operndirektor. Von 2003 bis 2010 war er Intendant der Semperoper in Dresden.

## Leben
Uecker studierte nach dem Abitur Klavier, Musikpädagogik und Dirigieren an der Hochschule für Musik und Theater in München. Zu Beginn seiner Berufslaufbahn war Uecker ab 1969 als Solorepetitor an der Oper Köln tätig, wo er u. a. den Regisseur Jean-Pierre Ponnelle kennenlernte. 1970 erhielt er einen Lehrauftrag am Rheinischen Musikkonservatorium in Köln für das Fach Oper.
1973 erfolgte Ueckers Berufung zum Musikdirektor und Leiter der Opernabteilung des Südostbayerischen Städtetheaters in Passau. Im Jahr 1979 kam Uecker zur Bayerischen Staatsoper in München, wo er die Direktion des Musikalischen Bereichs innehatte. Drei Jahre später übernahm er die Leitung des Intendanzbüros. 1988 wurde er Künstlerischer Betriebsdirektor und Stellvertreter des Intendanten und Anfang 1993 Interimistischer Künstlerischer Leiter der Staatsoper. Ab September 1993 zeichnete er schließlich als Operndirektor für die Leitung des Opernhauses in der bayerischen Landeshauptstadt verantwortlich. Im Januar 2000 wurde Uecker vom Staatsminister für Wissenschaft und Kunst, Hans Joachim Meyer, die Aufgabe übertragen, die Semperoper ab der Spielzeit 2003/2004 zu leiten.
Ab 2005 war Uecker Vorsitzender der Deutschsprachigen Opernkonferenz. Er hatte das Amt von Sir Peter Jonas, dem Intendanten der Bayerischen Staatsoper, übernommen. Ab 2007 war Uecker Vorsitzender des Hochschulrates der Musikhochschule Lübeck. Er hat u. a. in Venedig, Peking und Stuttgart gelehrt und war Honorarprofessor an der Münchner Musikhochschule und an der Bayerischen Theaterakademie. Außerdem war er Gastdozent an der Europäischen Akademie für Musik und Darstellende Kunst in Montepulciano und an der Musikhochschule Dresden. Ab 2011 war er Ehrenvorsitzender des Bundeswettbewerbs Gesang Berlin e. V.
Uecker starb am 17. Januar 2024 im Alter von 77 Jahren.

## Werke

### Libretti
Opernlibretti für Walter Haupt:
- MARAT große Oper nach Die Verfolgung und Ermordung Jean Paul Marats dargestellt durch die Schauspielgruppe des Hospizes zu Charenton unter Anleitung des Herrn de Sade von Peter Weiss, 1982/83; UA: Kassel, 1984
- Pier Paolo ... (Pasolini), 1986; UA: Kassel, 1987

### Schriften
- Traumberuf Opernsänger. Von der Ausbildung zum Engagement. Henschel, Leipzig 2012, ISBN 978-3-89487-675-3.
- Puccinis Opern: Ein musikalischer Werkführer C.H. Beck, München 2016, ISBN 978-3-40669-842-2